# Ophiura innoxia
Ophiura innoxia är en ormstjärneart som först beskrevs av Jean Baptiste François René Koehler 1906.  Ophiura innoxia ingår i släktet Ophiura och familjen fransormstjärnor. Inga underarter finns listade i Catalogue of Life.